# Foresta Ercinia

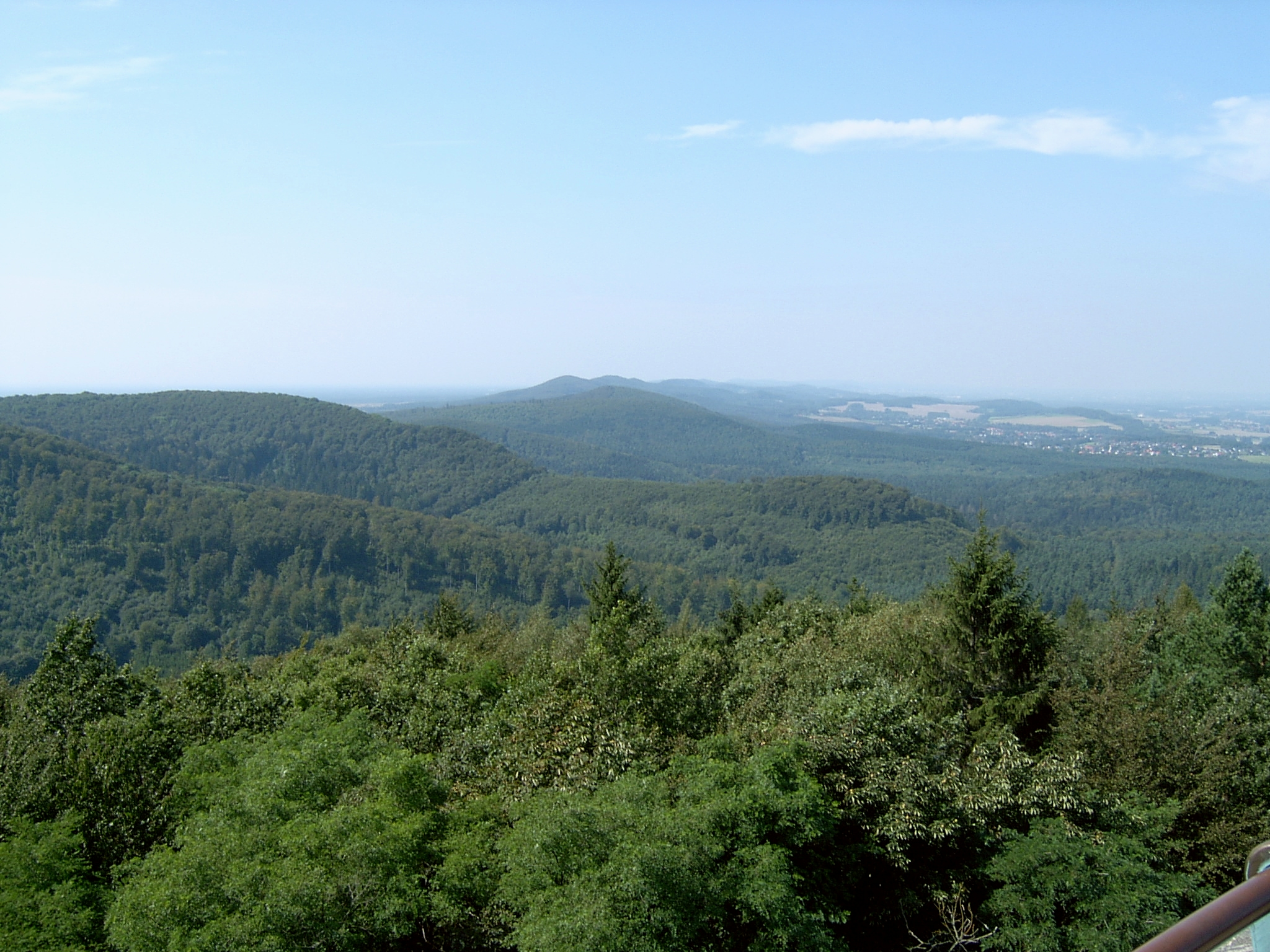
Vista della foresta Ercinia, nel tratto della foresta di Teutoburgo.

La foresta Ercinia (latino: Hercynia Silva) si estendeva al tempo di Giulio Cesare in larghezza per nove giorni di marcia da nord a sud, per chi viaggiava senza bagagli. Iniziava ai confini dei popoli degli Elvezi, dei Nemeti e dei Raurici, e seguendo la direzione del fiume Danubio, giungeva fino al paese dei Daci nella Transilvania e degli Anartii nell'alta pianura del fiume Tibisco. Da qui essa piegava verso nord scostandosi dal fiume Danubio e, a causa della sua estensione, toccava i territori di molti popoli, probabilmente fino al Mar Baltico.
Nessuno all'epoca del grande condottiero romano poteva conoscere la sua fine anche dopo aver viaggiato all'interno della stessa per ben 60 giorni di cammino. Si sapeva che, al suo interno, vivevano molte specie di animali selvatici sconosciute nel mondo romano mediterraneo.
Strabone aggiunge che vicino a quella selva si trovavano le sorgenti dell’Istro (Danubio) e del Reno, e il lago di Costanza che sta fra questi due fiumi e le paludi formate dal Reno. Aggiunge poi che questa selva fu primamente abitata dai Boi e che i Cimbri, giunti in questi territori furono respinti dai Boi, tanto da costringerli a continuare il loro viaggio verso il Danubio, fino a raggiungere il territorio degli Scordisci, per poi continuare fino a quello dei Taurisci, anch'essi di origine celtica.